# Anders Lange
Anders Sigurd Lange (5. september 1904 i Oslo-18. oktober 1974 smst.) var en norsk organisationsmand, journalist og politiker, der grundlagde Anders Langes Parti til sterk nedsettelse av skatter, avgifter og offentlige inngrep (ALP) – forløberen for Fremskrittspartiet. Lange sad i Stortinget for ALP perioden 1973–74, hvor han var medlem af administrationskomiteen og formand i ALPs gruppebestyrelse frem til sin død. Politisk set stod Lange langt til højre. Han begyndte at markere sig politisk allerede i 1950-erne, først via Hundeavisen og diverse folkemøder, og senere gennem dannelsen af partiet ALP.

## Baggrund, uddannelse og karriere
Anders Langes slægt stammede fra Langenburg i Tyskland, og den første i hans slægt, som etablerede sig i Norge, kom fra Tyskland for at bestride stillingen som krudtmester ved Akershus slot. Lange var søn af lægen Alf Lange (født i 1869) og klaverlærerinden Anne Elisabeth Svensson (født i 1873). Han uddannede sig til skovtekniker ved Oddernes skovskole i 1926. Året efter arbejdede han som planteskoleleder i Argentina (1927). 
Anders Lange begyndte sin politiske karriere som sekretær i den borgerlige samlingsorganisation Fedrelandslaget fra 1930 til 1938. Organisationen blev grundlagt af den unge industrimand Joakim Lehmkuhl, som senere grundlagde urproducenten Timex Corp i USA og Lehmkuhl Industrier i Norge. Fødselshjælpere ved etableringen af Fedrelandslaget var polarforskeren Fridtjof Nansen og skibsreder og tidligere statsminister Christian Michelsen, der var Lehmkuhls onkel.
Anders Lange forlod Fedrelandslaget i 1938, da Vidkun Quisling og hans meningsfæller i Nasjonal Samling greb magten i organisationen.
Under 2. Verdenskrig var Anders Lange modstandsmand og blev to gange fængslet af tyskerne.
I det meste af efterkrigstiden rejste Anders Lange land og rige rundt og agiterede for mere personlig frihed, lavere skatter og afgifter og mindre bureaukrati. Lange var i 1950erne og 1960erne Norges mest kendte agitator og en yndet foredragsholder i borgerlige kredse. Han blev ikke rig af denne virksomhed, men fik alligevel skaffet sig et husmandsbrug i Heggedal vest for Oslo efter at have modtaget en pengegave fra den liberale organisation Libertas.
På husmandsbruget drev Lange hundekennel såvel som fåreavl, samtidig med at han udgav og var redaktør for tidsskriftet Hundeavisen fra 1948. I 1962 skiftede avisen navn til Anders Langes Avis og fik en øget andel af politisk stof. Lange oprettede også organisationen "Anders Langes Frihetsbevegelse", hvis tilhængerne i folkemunde fik tilnavnet "Langes hundegutter". I midten af 1960-erne kom organisationen i mediernes søgelys, efter at nogle af medlemmerne, der var blevet officerer i hæren, forsøgte at melde sig til amerikansk krigstjeneste i Vietnamkrigen.
I januar 1972 søgte Lange jobbet som TV-direktør i NRK. Til VG udtalte han, at NRK trænger til censur, og at han i jobbet ville gå ind for at "fjerne alt som kan virke fordærvende på børn og ungdom rundt om i hjemmene".

## Politisk syn
Anders Lange var en karismatisk taler, og en engageret antikommunist og markerede modstand mod de organiserede partier og politikere generelt. Gennem sin avis kom han med stærke udfald mod skatter og afgifter, for et frit næringsliv og privat ejendomsret. Han protesterede intenst mod det, han kaldte statlig interventionalisme, formynderi og bureaukrati, samt skatter, afgifter og det offentliges indgreb i folks privatliv. 
En vigtig værdi for Lange var forestillingen om det stærke og myndige enkeltmenneske, der stod på egne ben og ikke var "pattebarn" af politikere og bureaukrater. 
En anden grundholdning var modstanden mod det, han opfattede som et knugende puritansk herredømme. Flasken med æggelikør, som han tog med til debatter i fjernsynet, var et symbol på dette. Ligeså hans ironiske humor og politisk ukorrekte retorik. Et eksempel: "Jeg skjønner meg ikke på ungdommen nå til dags. De drikker på dette fæle skvipet Coca Cola i stedet for å drikke godt norsk øl!". 
Anders Lange var stærkt imod -ismer og ville ikke kaldes liberalist, selv om det kan være vanskeligt at finde andre kategoriseringer af hans synspunkter. Hans forbillede gennem hele livet var Joakim Lehmkuhl. For at forstå Anders Langes tænkning, må man derfor kende Joakim Lehmkuhl og Fedrelandslaget, som han opbyggede, da det var i Fedrelandslaget Lange fik sin politiske udformning, og som lagde grundlaget for hans politiske orientering. Lehmkuhls bøger, og navnlig hans håndbog for de tillidsvalgte i Fedrelandslaget, danner meget af grundlanget for Langes politiske tænkning.
Lange udtrykte flere gange, at kvinder ikke havde noget at gøre i Stortinget, men til trods for dette stod to kvinder på partiets Oslo-lister i 1973, og i Sør-Trøndelag var hele 4 ud af 10 listepladser besat af kvinder.

## Et nyt parti bliver stiftet
Lange havde i 1960'erne uden succes forsøgt at etablere et nyt politisk parti baseret på skattenægtelse og en konsekvent anti-establishment linje. Årsagen til, at det lykkedes, da han forsøgte igen i 1973, kan skyldes flere forhold.:
- Den borgerlige regering havde skuffet sine vælgere. Under Per Bortens regering var der sket en kraftig stigning i skatteniveauet i Norge. Den havde blandt andet indført moms. Mange følte, at den borgerlige regering ikke indfriede det, som borgerlige vælgere forventede efter et mangeårigt socialdemokratisk styre. Skattetrykket var blevet mere plagsomt end før.
- Dette og andre forhold skabte et indtryk af, at Borten-regeringen ikke var et alternativ til højre for Arbeiderpartiet. "Gammelpartierne" var blevet for ens.
- EF-striden og folkeafstemningen om EF i 1972 havde bidraget til, at de traditionelt stærke bindinger og autoritetsbånd mellem partier og vælgere var begyndt at løsnes, så vælgermobiliteten var øget. Dette beredte grunden for et nyt alternativ på borgerlig side.
- Stortingsvalget i 1973 var blandt de første stortingsvalg, hvor fjernsynet spillede en stor rolle. Det nye parti med sin alt andet end puritanske partiformand fik godt gennemslag i det nye og kraftfulde medie.

Valget i 1973 gav ALP fire mandater. Fra Oslo blev Anders Lange selv valgt ind. En af de andre fire repræsentanter, som fik plads, var Erik Gjems Onstad, som senere blev ekskluderet fra Frp og gjorde sig bemærket som indvandringsmodstander.
Før valget i 1973 modtog ALP penge fra apartheid-regimet i Sydafrika: "Vi finansierede [Anders] Langes parti, så de kunne lancere en ugeavis. Derefter gav vi dem flere penge, så han var i stand til at køre en brugbar kampagne i valget samme år (1973)." skrev sydafrikaneren Eschel Rhoodie i sin selvbiografiske bog "The Real Information Scandal" (1983) om sit arbejde i det sydafrikanske informationsministerium i 1970-erne.

## ALP i Stortinget
Anders Langes protestparti vandt hurtigt tilhængere, og partiet opnåede ved stortingsvalget samme år 5,0 % af stemmerne (107 784 stemmer) og fire mandater.
Da Lange døde i efteråret 1974, kom Carl I. Hagen, som var 1. suppleant på Anders Langes partiliste, ind i Stortinget, men da som repræsentant og leder for udbrydergruppen Reformpartiet. Hagen var på det tidspunkt, han kom i Stortinget, udmeldt af ALP. ALP og Reformpartiet blev senere forenet igen og blev i 1977 omdøbt til Fremskrittspartiet.

## Forbindelse til apartheid-regimet i Sydafrika
Noget af kritikken, som blev rettet mod Anders Langes parti (ALP), skyldtes anklager om en positiv holdning til Sydafrikas apartheid-politik og Lange mente under henvisning til Idi Amin i Uganda, at sorte mennesker behøvede hvide til at styre deres lande. Allerede i slutningen af 1970-erne blev det påstået, at ALP havde modtaget penge fra apartheid-regimet for at partiet skulle tale deres sag i Norge. «Vi finansierte Langes parti slik at de kunne lansere en ukeavis. Deretter ga vi dem mer penger slik at han var i stand til å kjøre en brukbar kampanje i valget samme år (1973).» Dette skrev sydafrikaneren Eschel Rhoodie i sin selvbiografiske bog The Real Information Scandal (1983) om sitt arbejde i det sydafrikanske informationsministerium i 1970-erne.
Informationsministeriet arbejdede med åbne og hemmelige operationer i Europa og USA for at sprede positiv omtale af regimet i Sydafrika. Støtten til Anders Langes parti var en af disse operationer. At ALP fik fire mandater glædede sydafrikanerne lige så meget, som det glædede Anders Lange: Til vor store forbavselse – noget vi delte med resten af Norge – endte vi med et politisk parti med fire medlemmer i nationalforsamlingen. Owen Horwood (en af cheferne i Informationsministeriet) spøgte med, at hvis de havde givet mig nok penge, ville vi have endt med et parti med flertal og styret Norge. Det var en operation, som virkelig glædede (premierminister) Johannes Vorster skriver Rhoodie videre.